# Ramallosa (Lucí)
Ramallosa es una población española situada en la parroquia de Lucí, del municipio de Teo, en la provincia de La Coruña, Galicia.
En ella se encuentra sede del ayuntamiento de Teo.
Cuenta con un colegio público de educación primaria, CEIP A Ramallosa.